# Portet-de-Luchon
Portet-de-Luchon es una comuna francesa situada en el departamento de Alto Garona, en la región de Occitania.

## Demografía
| 64 | 40 | 45 | 35 | 40 | 32 | 39 |
| Para los censos de 1962 a 1999 la población legal corresponde a la población sin duplicidades (Fuente: INSEE [Consultar]) |    |    |    |    |    |    |